# Saint-Georges-les-Bains
Saint-Georges-les-Bains es una comuna (municipio) de Francia, en la región de Auvernia-Ródano-Alpes, departamento de Ardèche, en el distrito de Privas y cantón de La Voulte-sur-Rhône.
Su población en el censo de 2020 era de 2.408 habitantes.
Está integrada en la Communauté de communes les Deux Chênes.

## Demografía
| 1110 | 1015 | 873 | 1257 | 1557 | 1716 | 1977 | 2065 | 2244 | 2408 |
| Para los censos de 1962 a 1999 la población legal corresponde a la población sin duplicidades (Fuente: INSEE [Consultar]) |      |     |      |      |      |      |      |      |      |